# کشتی دو دکله هیندو
کشتی دو دکله هندو (به انگلیسی: Schooner Hindu) یک کشتی است که طول آن ۷۹ فوت (۲۴ متر) می‌باشد. این کشتی در سال ۱۹۲۵ ساخته شد.